# Kalven (Risinge socken, Östergötland)
Kalven är en sjö i Finspångs kommun i Östergötland och ingår i Motala ströms huvudavrinningsområde. Sjön har en area på 0,102 kvadratkilometer och ligger 47,5 meter över havet.

## Delavrinningsområde
Kalven ingår i det delavrinningsområde (651225-149569) som SMHI kallar för Utloppet av Bleken. Medelhöjden är 64 meter över havet och ytan är 10,41 kvadratkilometer. Det finns inga avrinningsområden uppströms utan avrinningsområdet är högsta punkten. Vattendraget som avvattnar avrinningsområdet har biflödesordning 3, vilket innebär att vattnet flödar genom totalt 3 vattendrag innan det når havet efter 43 kilometer. Avrinningsområdet består mestadels av skog (77 procent). Avrinningsområdet har 1,41 kvadratkilometer vattenytor vilket ger det en sjöprocent på 13,5 procent.